# 三国オーシャンリゾート&ホテル
三国オーシャンリゾート&ホテル（みくにオーシャンリゾート&ホテル）は、福井県坂井市三国町緑ヶ丘東尋坊温泉にあるホテル。
2023年（令和5年）6月30日に京福電気鉄道の子会社の三国観光産業からブリーズベイホテルに事業譲渡され、名称を「三国観光ホテル」から「三国オーシャンリゾート&ホテル」に変更した。東館・西館の2館からなり、総部屋数は97室である。
本項では、かつて存在した「東尋坊温泉ファミリーランド・ホテル松寿閣」と、その運営会社の「東尋坊温泉観光」についても記述する。

## 概要
坂井郡三国町（現在の坂井市三国町）隣の坂井郡芦原町（現在のあわら市）に温泉（芦原温泉）があることから、同町内で源泉の調査が数年来、各民間会社の手で行われ、1962年3月、北陸観光開発（後の東尋坊温泉観光、片山津ゴルフ倶楽部運営会社とは無関係）が三国町緑ヶ丘の台地（三国高校裏手）で温泉（東尋坊温泉）を掘り当てた。それを得て同社よりファミリーランド建設計画が立てられ、1964年4月に「東尋坊温泉ファミリーランド・ホテル松寿閣」を開館。
1968年7月、東尋坊温泉観光が京福電鉄のグループ会社と成り、「東尋坊温泉ファミリーランド・ホテル松寿閣」を同社経営として営業していたが「ホテル松寿閣」のみ老朽化で1983年1月閉鎖取り壊し、跡地に新たに「三国観光ホテル」を建設、1984年元旦に開業した。1988年12月、隣接の「ファミリーランド」が閉鎖され、「三国観光ホテル」のみの単独の施設となる。
2004年2月、三国観光産業は東尋坊温泉観光を吸収合併した。
2023年6月30日、京福電気鉄道と子会社の三国観光産業は三国観光ホテルのホテル事業と敷地建物等をブリーズベイホテルへ譲渡した。

### 沿革
- 1962年3月 - 北陸観光開発（株）が三国高校裏の三国町緑ヶ丘の台地で温泉（東尋坊温泉）を掘り当てる
- 1963年7月1日 - 北陸観光開発（株）が東尋坊温泉観光（株）に社名変更[7]
- 1964年4月 - 東尋坊温泉ファミリーランド・ホテル松寿閣開業
- 1983年1月 - ホテル松寿閣閉鎖
- 1984年1月1日 - 三国観光ホテル開業（現・西館）[4]
- 1988年12月25日- 東尋坊温泉ファミリーランド閉鎖[8]
- 1993年4月1日 - 三国観光ホテル新館（東館）竣工[9]
- 2004年2月1日 - 三国観光産業（株）に吸収合併される[10]
- 2023年6月30日 - ブリーズベイホテルへ事業譲渡[1]

## アクセス
- 北陸新幹線・ハピラインふくい線 芦原温泉駅から
  - 京福バス85・97系統（東尋坊線）「龍翔博物館前」行に乗車、終点下車。
  - 無料送迎バスあり（前日夕方までに本施設へ要予約）
- えちぜん鉄道三国芦原線 三国駅 から徒歩15分

## 周辺
- 成田山福井別院九頭龍寺（北陸成田山） - 真言宗智山派の寺院。1958年創建。
- 坂井市龍翔博物館
- ONO MEMORIAL - 2005年に開館した美術館。愛称は「ブルーケーキ」。画家である小野忠弘の記念館。
- 瀧谷寺 - 真言宗智山派の寺院。国宝「金銅宝相華文磬」などを有する。
- 福井県立三国高等学校
- 坂井市立三国北小学校